# Jabłoń (wieś w województwie lubelskim)

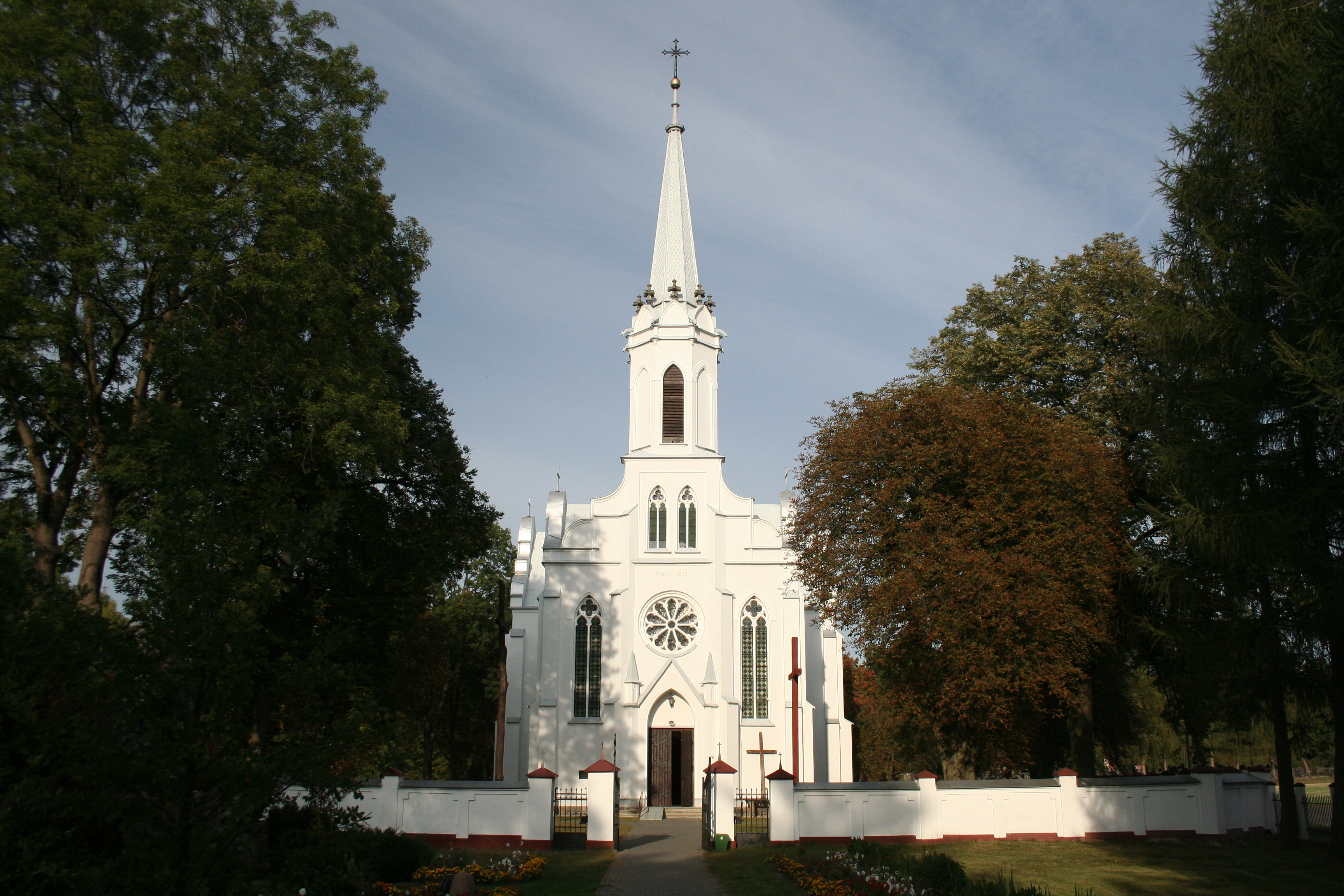
Kościół św. Tomasza Bp. z Willanowy

Jabłoń (dopełniacz: Jabłonia) – wieś w Polsce położona w województwie lubelskim, w powiecie parczewskim, w gminie Jabłoń.
W latach 1975–1998 miejscowość administracyjnie należała do województwa bialskopodlaskiego.
Miejscowość jest siedzibą gminy Jabłoń oraz rzymskokatolickiej parafii św. Tomasza Biskupa z Willanowy.
Wieś stanowi sołectwo w gminie Jabłoń. Według Narodowego Spisu Powszechnego z roku 2011 wieś liczyła 1220 mieszkańców.

## Historia
Historia wsi sięga XVII wieku. Wśród jej właścicieli, pojawiały się takie osoby jak Firlejowie i Potoccy. Na początku XIX wieku właścicielem miejscowości był Piotr Strzyżowski. Rozwinął on szkółkarstwo drzewne. Drzewami, które były hodowane w Jabłoniu obsadzano warszawskie aleje. W późniejszym okresie właścicielką została Amelia Łubińska, a po niej, w 1884 roku, wieś została kupiona przez Augusta Zamoyskiego z Różanki. W 1909 roku wybudowano kościół, a w 1919 powołano parafię św. Tomasza Biskupa z Willanowy.

## Pałac w Jabłoniu
Początek XX wieku, neogotyk
W 1884 roku dobra Jabłoń nabył hrabia August Zamoyski z Różanki, dla swojego syna Tomasza. Od tego czasu losy Jabłonia związane były z rodem Zamoyskich przez kolejne sześćdziesiąt lat.
Tomasz Zamoyski (1861–1935) wybudował w roku 1891 nowy niewielki pałacyk, sytuując go na południowy wschód od starego, w którym zamieszkał z rodziną. W następnych latach rozebrano stary pałac Strzyżowskich i Łubieńskich i w latach 1904–1905 wybudowano nowy neogotycki pałac, wzorowany na angielskich rezydencjach z czasów późnego gotyku i początków renesansu.
Nowy pałac został połączony z powstałym wcześniej pałacykiem ćwierćkolistym łącznikiem. W łączniku usytuowano niewielką kaplicę pałacową. Razem z pałacem wybudowano, podobne stylowo: kordegardę i bramę wjazdową. W okresie budowy pałacu rozszerzono znacznie dawny park angielski, oraz postawiono szereg budynków gospodarczych. W roku 1912 zakończono budowę kościoła parafialnego, nawiązującego do architektury pałacu jabłońskiego. Lata do wybuchu I wojny światowej były latami świetności tej rezydencji.